# 中国—瑞典关系
中國—瑞典關係（瑞典語：Relationer mellan Kina och Sverige），是指歷史上的中国和瑞典、以至現在中華人民共和國和瑞典王国之間的雙邊關係。

## 歷史

### 早期
中瑞兩國之間的交流可追溯至17世纪，當時瑞典航海家尼尔斯·马特松·基奥平與數名荷兰东印度公司商人經海路到達福建厦门；返國後，基奥平把经历编撰成書，該書面世於1667年，為首本介绍亚洲的瑞典语书籍。
据《清史稿》，中国人始于雍正十年（1732）记录到瑞典的存在。
18世纪時，中国產品在瑞典掀起了一股熱潮，不少瑞典花园及庄园均採用了中式风格，當時亦有逾百艘瑞典商船来華進行贸易；當時亦有中国人到访瑞典，而其中一人更觐见了瑞典国王古斯塔夫三世。1847年，清政府与瑞典-挪威簽署中瑞挪廣州和約貿易章程。當時英國向清朝輸出鴉片，而瑞典政府谴责、並禁止瑞典人参与鸦片贸易。1907年，瑞典政府在北京建立公使馆，並派駐公使。清朝末年，一名中國官员在瑞典考察后所撰寫的报告，名為《瑞典国记略》，但未署名，此份报告為中国对瑞典最早的全面记述。
瑞典地理学家斯文赫定曾在1896年至1935年到新疆、西藏等地區進行考察，並向當時的中華民國政府提供意見，倡議鋪設連接中原和新疆的鐵路。

### 雙方建交
瑞典於1950年1月14日承认中華人民共和國，並在同年5月9日與之建交，成為首个与中華人民共和國建交的西方国家；建交後，兩國关系平稳发展，而中瑞兩國在多個领域均有交流和合作。此外，莫言、秦大河、施一公等多個華人曾分別获瑞典非官方組織頒授獎項。
中華人民共和國驻瑞典大使陈育明於2015年曾指出，虽然中瑞两国距離遥远，但两国人民渴望彼此了解，並期盼增进两国友谊。

### 衝突初起
2015年初，一個由瑞典電視台拍攝的節目被指透過瑞典家庭模仿華人用餐的場景來貶低中國人形象，惟節目負責人否認辱華。
2016年1月21日，中華民國總統選舉後，瑞典驻华大使馆发表声明：「瑞典支持一个中国政策，这表明我们不承认台湾是一个主权独立国家，并且瑞典与台湾没有建立外交关系。」
香港銅鑼灣書店股東、瑞典籍公民桂敏海在泰國芭提雅寓所被中國警方帶走后，兩國關係出現大波動。瑞典方面積極提出斡旋方案，多方面接觸有關人士，爭取桂敏海回國，但桂敏海涉嫌為境外非法提供國家機密，目前仍受到中方羈押。外界認為桂敏海的失蹤是2018年9月中國遊客事件引發兩國間外交風波的原因之一。
2017年6月26日，瑞典首相斯特凡·勒文到访中国大陆出席夏季达沃斯论坛，并与中共中央总书记、中华人民共和国主席习近平举行会谈，双方同意加深两国在经贸、创新、文化、体育、旅游等各领域及北极事务中的合作。
2018年4月18日，中国政府宣布自同年5月1日开始包括瑞典在内59国可以免签旅游入境海南省30天。

### 關係惡化
2020年1月初，中国驻瑞典大使桂从友发表某些瑞典当地媒体“有批评、指责和抹黑中国的习惯”，就如一个48公斤级的拳击手，“不断挑战”86公斤级的拳击手。桂从友的言论被视为“威胁”瑞典媒体，他此前还曾以“朋友来了有好酒，豺狼来了有猎枪”评论中瑞关系。瑞典外交部在1月21日召见中国驻瑞典大使桂从友谈话。3月30日，瑞典《每日工業報》在報紙全版刊登评论文章，以「近平病毒」批评中共中央總書記習近平导致2019冠状病毒病疫情爆发、操控有关疫情数据的舆论、以及散布“病毒并非来自中国”的做法。中国驻瑞典大使馆对评论表示强烈谴责和坚决反对，称《每日工業報》将科学问题政治化不仅是对科学的藐视，更暴露其狭隘和对生命的亵渎。
2020年4月，因交流減少兼外交關係惡化，瑞典第二大城市哥德堡決定不續簽与上海的双城协议。
2024年2月，中国国家移民管理局宣布自2月9日起，包括瑞典在内59国因商贸、访问、探亲、医疗、会展、体育竞技等需要（工作、学习事由除外）可以免签入境海南停留不超过30天，但活动范围仅限海南省行政区域。
2024年11月，中國散貨船“伊鵬3號”疑似「蓄意破壞」連接瑞典和波羅的海水域的兩條海底光纖通訊電纜，瑞典因此派出瑞典最大型的巡邏艦波塞冬號（舷號KBV001） ，以加強對中國船隻的監控。
2024年下半年，中华人民共和国宣布单方面给予部分欧洲国家免签证入境待遇，但瑞典被排除在外，有报道认为与“源于华裔瑞典籍出版商桂民海被中国政府拘留”有关。

## 經貿关系
中瑞之間的经贸來往在两国建交以来发展长足。1957年，中瑞两国的雙邊贸易總额為約3.2千万美元；2003年，两国的雙邊贸易總额为41.7亿美元，比去年增長逾10亿，其中中國到瑞典的出口额为14.5亿美元，而瑞典到中國的出口额为27.2亿美元。截至2004年，瑞典在中國共有607个投资项目，該國亦有8家中资企业。截至2023年，中瑞两国双边贸易额为188.5亿美元，其中，中方向瑞典出口94.7亿美元、瑞典向对华出口93.7亿美元。截至2023年12月底，瑞累计在中国投资项目1918个，实际使用金额68.8亿美元，中国对瑞典投资累计达194.8亿美元。
中華人民共和國是瑞典在亚洲地区最大贸易伙伴；瑞典是中华人民共和国在北欧地区的最大贸易伙伴，中瑞两国政府通常每两年召开经贸联委会，就一些两国皆關注的经贸议题进行磋商。

#### 吉利投資瑞典企業

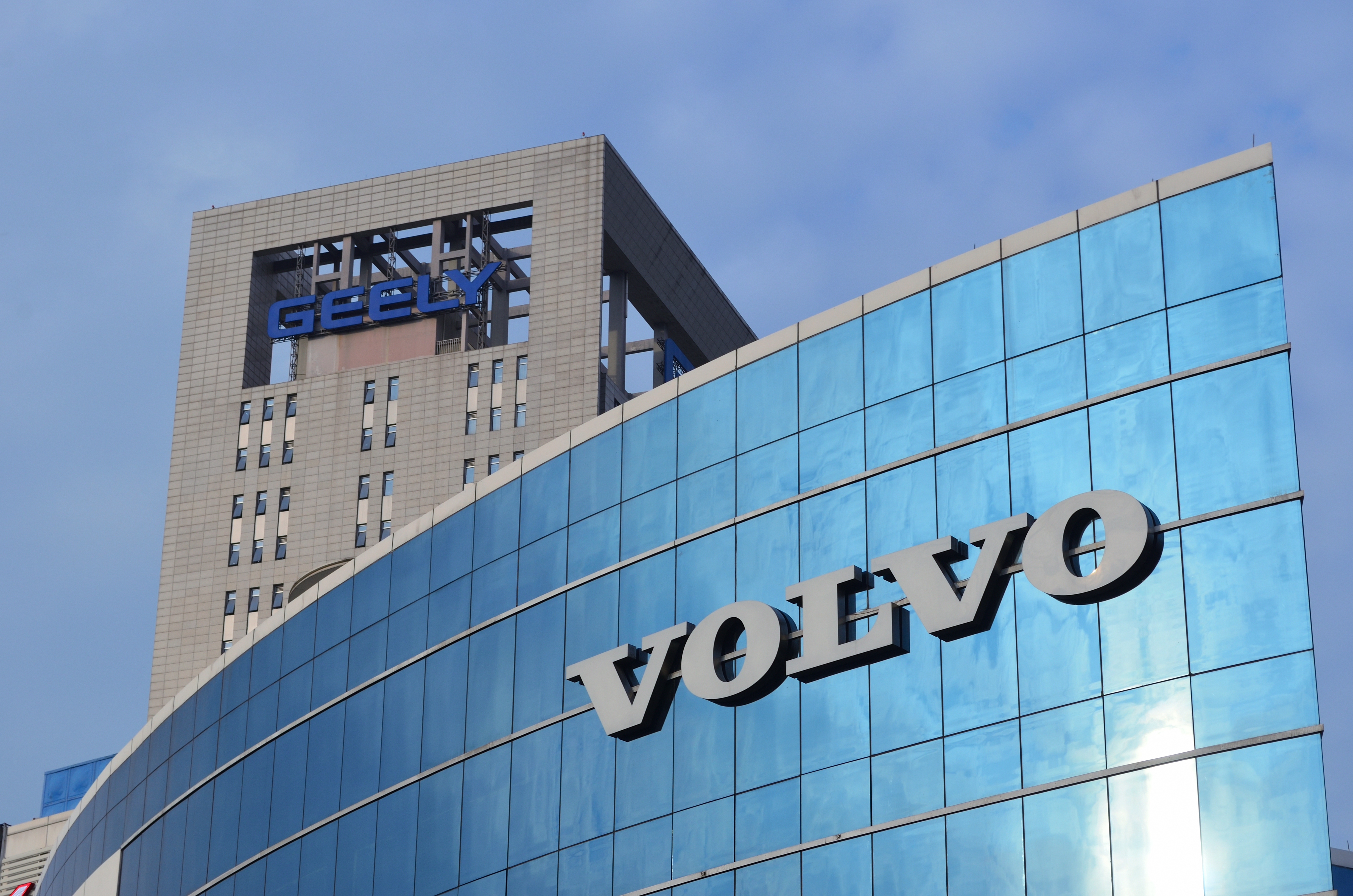
沃尔沃汽车中国总部位于杭州，毗邻吉利总部

由于当年持续亏损，福特汽车公司于2008年12月出售沃尔沃汽车。2009年10月28日，福特确认，在考虑了多个报价后，沃尔沃汽车的首选买家是吉利控股集团。2009年12月23日，福特确认已与吉利达成协议。2010年3月28日，双方签署了最终协议，交易金额为18亿美元。欧盟委员会和中国商务部分别于2010年7月6日和29日批准了该交易。交易于2010年8月2日完成，吉利支付了13亿美元现金和2亿美元票据。此次收购是中国汽车企业迄今最大的一笔海外收购。
此次收购促进了沃尔沃的复苏，并为吉利带来了重大的技术和管理进步。在吉利的引导下，沃尔沃汽车开发了一系列新3缸和4缸柴油和汽油发动机，以取代更大的发动机。它还开发了一种名为“沃尔沃可扩展产品架构平台”的新型汽车平台。2015年，该品牌的销量首次达到50万辆，并在2023年继续超过70万辆。两家公司联合开发发动机和平台，尤其是沃尔沃、吉利汽车和领克汽车使用的紧凑型模块化架构平台。技术专长的提高和完善的生产管理系统使吉利从2010年开始销量大幅增长。

## 文化關係
中瑞两国及其相關部門曾分別在1983年、1992年、1998年、2001年、2010年签訂有關文化交流的協定，而两国文化部門之間有频繁的高层访问；瑞典驻华大使馆文化参赞马福力曾指出，中瑞兩国的人民已展开大量文教交流。
中瑞两国在1964年開始正式交换留学生；目前，瑞典約有4000名中國留学生，而中國約有100名瑞典留学生。
中瑞两国政府於1978年签訂有關合作發展工业和科技的協議；此后，两国之間的科技交流发展稳定，合作领域包括冶金学、造紙術、海洋学、气象学、医学、制药工程、資訊科技等，亦有环境保护方面的合作。
中國在瑞典設有四所孔子学院，其中設於2005年的斯德哥尔摩大学孔子学院為欧洲第一所、全球第二所的孔子学院；不過，斯德哥尔摩大学於2015年初宣佈將關閉孔子学院，並認為中瑞两国目前已有全面的學術交流，設立孔子学院「多餘」。2020年4月，瑞典境內所有孔子學院均遭到關閉。